# Dolor crònic
El dolor crònic o dolor crònica fou originàriament definida com a dolor que dura 6 mesos o més. Actualment es defineix com la dolor que persisteix més del curs normal de temps associat a un tipus particular de mal.
Aquesta dolor constant o intermitent sovint ha durat més temps del que la seva finalitat requereix, i per açò no ajuda el cos a prevenir el mal.

## Causes
La dolor crònica és causat essencialment pel bombardeig del sistema nerviós central (SNC) amb impulsos nociceptius, que provoca canvis en la resposta neural.
La dolor provoca canvis en el comportament del pacient, i el desenvolupament d'estratègies per evitar-la.